# Млодзеевский, Корнелий Яковлевич
Корнелий Яковлевич Млодзеевский (1818, Тульчин, Брацлавский уезд Подольской губернии — 1865, Москва) — русский терапевт, доктор медицины, профессор патологии и терапии Московского университета, статский советник. Отец математика Б. К. Млодзиевского, дед физика А.Б. Млодзеевского.

## Биография
Из дворян. Род Млодзеёвских — один из 12 дворянских родов Польши, принадлежащих к королевскому клану «Корабов», имеющих общий герб «Кораб». Фамилия Млодзеевских впервые встречается в архивах в Восточной Пруссии и в Польше.
Окончил Любарское уездное училище и в 1837 году — винницкую гимназию с правом на чин 14-го класса и золотой медалью. Поступил в Виленскую медико-хирургическую академию, откуда через 2 года, осенью 1840, перешёл на 3-й курс медицинского факультета Московского университета, который окончил в 1842 году лекарем 1-го отделения.
В 1843 году был определён помощником ординатора, а через три года — ассистентом при терапевтическом отделении факультетских клиник и эту должность занимал до 1848 года. Во время эпидемии холеры 1847-1848 годов Млодзеевский был лечащим врачом в холерном отделении клиники.
В 1848 году удостоен степени доктора медицины за диссертацию «De ictero» («Желтуха») и в 1849 году избран адъюнктом по кафедре факультетской терапевтической клиники; в течение 10 лет помогал профессору А. И. Оверу; самостоятельно преподавал приготовительную терапевтическую клинику (на латинском) и семиотику внутренних болезней. В 1853 году был в четырёхмесячной научной командировке в Германии и Франции.
В 1859 году стал экстраординарным профессором, а с 1862 года — ординарным профессором по кафедре частной патологии и терапии Московского университета. В 1863—1864 гг. возглавлял терапевтическую клинику; в 1865 году вышел в отставку по болезни.
С 1859 года состоял секретарём Московского физико-медицинского общества.
Похоронен на Введенском кладбище.
По его завещанию в библиотеку Московского университета в 1865 году переданы 1055 томов его книг по медицине.

#### Семья
Жена — Аделаида Викентьевна Лемох (1839—1912), сестра художника К.В.Лемоха. Предположительно, именно К.В.Лемох является автором мемориального памятника на могиле К.Я.Млодзеевского.
Их сыновья:
- Болеслав Корнелиевич, математик
- Викентий Корнелиевич (род. 1860), доктор медицины (1898)[3], ординатор Мариинской больницы в Москве. Его сыновья — Александр и Владимир были репрессированы: Александр Викентьевич был приговорен к ВМН[4], в отношении Владимира Викентьевича дело было прекращено в декабре 1939 года[5], в июле 1941 года он ушел в ополчение и в октябре того же года пропал без вести[6]. Жена Александра Млодзеевского была приговорена к 8 годам заключения в ИТЛ как «жена изменника Родины»[7].

## Публикации
- «Печеночно-почечное кровообращение по Бернару» («Московский врачебный журнал», 1851).